# Alain Le Bussy
Alain Le Bussy (* 18. März 1947 in Ougrée bei Lüttich; † 14. Oktober 2010) war ein belgischer Science-Fiction-Autor.
Der Herausgeber des Fanzines Xuensè (Anagramm des Gemeindenamens Esneux) und Convention-Veranstalter war Autor von mehr als 30 Romanen. Zudem schrieb er die beiden Serien Aqualia und Yorg. Für seinen Roman Deltas wurde er 1993 mit dem Prix Rosny aîné ausgezeichnet. Zwei Jahre später erfolgte seine Aufnahme in die European Science Fiction Society Hall of Fame.
Alain le Bussy starb an einem Herzstillstand infolge einer Rachen-Operation.

## Werke
- Cycle d'Aqualia
  - Deltas (1992)
  - Tremblemer (1993)
  - Envercœur (1993)

- Cycle de Yorg
  - Yorg de l’île (1995)
  - Rork des plaines (1995)
  - Hou des machines (1995)
  - Jana des couloirs (1996)
  - Jorvan de la mer (1996)
  - Djamol de Kiv (1996)

- Cycle de Chatinika
  - Chatinika (1995)
  - Le dieu avide (1996)
  - La route du sud (1998)
  - Le maître d’Iquand (1999)

- Deraag (1993)
- Garmalia (1994)
- Quête impériale (1994)
- Soleil fou (1995)
- Équilibre (1997)
- Nexus de feu (1998)
- Le Mendiant de Karnathok (1999)
- Soleil mortel (1999)
- Les Otages de la Dent Blanche (2003)
- La Porte de Lumière (2003)
- Ultima (2005)
- Le voleur de Shorn (2009)
- Piège vital (2009)
- La marque (2010)